# Globulinella benoistii
Globulinella benoistii är en bladmossart som beskrevs av Robert Earle Magill 1977. Globulinella benoistii ingår i släktet Globulinella och familjen Pottiaceae. Inga underarter finns listade i Catalogue of Life.